# Nao Okabe
Nao Okabe (jap. 岡部 奈緒, Okabe Nao; * 28. August 1988 in der Präfektur Chiba) ist eine ehemalige japanische Leichtathletin, die sich auf den Sprint spezialisiert hat.

## Sportliche Laufbahn
Erste internationale Erfahrungen sammelte Nao Okabe im Jahr 2006, als sie bei den Juniorenasienmeisterschaften in Macau in 11,76 s die Goldmedaille im 100-Meter-Lauf gewann und sich mit der japanischen 4-mal-100-Meter-Staffel in 45,66 s die Silbermedaille sicherte. Damit qualifizierte sie sich für die Juniorenweltmeisterschaften in Peking, bei denen sie über 100 Meter mit 12,00 s in der ersten Runde ausschied und mit der Staffel im Vorlauf disqualifiziert wurde. 2011 belegte sie bei den Asienmeisterschaften in Kōbe in 11,79 s den vierten Platz und siegte mit der Staffel in 44,05 s. Damit erhielt sie einen Startplatz in der Staffel für die Weltmeisterschaften in Daegu, bei denen sie aber mit 43,83 s den Finaleinzug verpasste. Im September 2012 bestritt sie in Fukuoka ihren letzten Wettkampf und beendete daraufhin ihre Karriere als Leichtathletin im Alter von 24 Jahren.

## Persönliche Bestleistungen
- 100 Meter: 11,64 s (+1,0 m/s), 7. Juli 2011 in Kōbe
- 200 Meter: 23,75 s (−0,7 m/s), 3. Mai 2011 in Fukuroi